# Club Baloncesto Estudiantes 2012-2013
Questa voce raccoglie le informazioni riguardanti il Club Baloncesto Estudiantes nelle competizioni ufficiali della stagione 2012-2013.

## Stagione
La stagione 2012-2013 del Club Baloncesto Estudiantes è la 57ª nel massimo campionato spagnolo di pallacanestro, la Liga ACB.

## Roster
Aggiornato al 21 dicembre 2024.
| Asefa Estudinates 2012-13 | Asefa Estudinates 2012-13 |
| Giocatori                 | Staff tecnico             |
| ------------------------- | ------------------------- |

| N. | Naz.                                              | Ruolo | Nome               | Anno | Alt.   | Peso   |  |
| -- | ------------------------------------------------- | ----- | ------------------ | ---- | ------ | ------ |  |
| 4  | Stati Uniti (bandiera) · Spagna (bandiera)        | PG    | Josh Fisher        | 1980 | 189 cm | 85 kg  |  |
| 5  | Spagna (bandiera)                                 | P     | Jaime Fernández    | 1993 | 186 cm | 79 kg  |  |
| 10 | Regno Unito (bandiera) · Spagna (bandiera)        | AG    | Dan Clark          | 1988 | 210 cm | 110 kg |  |
| 11 | Uruguay (bandiera) · Spagna (bandiera)            | P     | Jayson Granger (C) | 1989 | 188 cm | 84 kg  |  |
| 12 | Spagna (bandiera)                                 | AC    | Germán Gabriel (C) | 1980 | 207 cm | 111 kg |  |
| 14 | Stati Uniti (bandiera) · Slovacchia (bandiera)    | G     | Kyle Kuric         | 1989 | 193 cm | 88 kg  |  |
| 16 | Spagna (bandiera)                                 | A     | Edgar Vicedo       | 1994 | 203 cm | 96 kg  |  |
| 17 | Spagna (bandiera)                                 | C     | Fran Guerra        | 1992 | 214 cm | 110 kg |  |
| 19 | Spagna (bandiera)                                 | G     | Darío Brizuela     | 1994 | 188 cm | 72 kg  |  |
| 21 | Stati Uniti (bandiera) · Francia (bandiera)       | AP    | Tariq Kirksay      | 1979 | 199 cm | 100 kg |  |
| 23 | Canada (bandiera) · Guinea Equatoriale (bandiera) | G     | Carl English       | 1981 | 196 cm | 93 kg  |  |
| 31 | Stati Uniti (bandiera) · Spagna (bandiera)        | C     | Lamont Barnes      | 1978 | 208 cm | 109 kg |  |
| 35 | Brasile (bandiera) · Spagna (bandiera)            | C     | Lucas Nogueira     | 1992 | 213 cm | 100 kg |  |
| -  | Rep. Ceca (bandiera)                              | G     | Tomáš Kyzlink      | 1993 | 197 cm | 89 kg  |  |

| Allenatore                                                                                      |
| - Txus Vidorreta                                                                                |
| Assistente/i                                                                                    |
| - Juan Antonio Cabrerizo - Alberto Lorenzo Legenda - (C) Capitano - (IN) Inattivo - Infortunato |

## Mercato

### Sessione estiva
| Acquisti | Acquisti      | Acquisti             | Acquisti   | Acquisti |
| R.a      | Nome          | da                   | Modalità   |          |
| -------- | ------------- | -------------------- | ---------- | -------- |
| PG       | Josh Fisher   | Bilbao Berri         | definitivo |          |
| G        | Carl English  | Siviglia             | definitivo |          |
| G        | Kyle Kuric    | Louisville Cardinals | definitivo |          |
| C        | Lamont Barnes | Alicante             | definitivo |          |

| Cessioni | Cessioni             | Cessioni       | Cessioni       | Cessioni |
| R.       | Nome                 | a              | Modalità       |          |
| -------- | -------------------- | -------------- | -------------- | -------- |
| P        | Willie Deane         | Chimik Južnyj  | fine contratto |          |
| G        | Louis Bullock        |                | ritirato       |          |
| G        | Chris Lofton         | San Sebastián  | fine contratto |          |
| AP       | Rodrigo de la Fuente | Free agent     | fine contratto |          |
| AP       | Edu Martínez         | Breogán        | fine contratto |          |
| A        | Javier Medori        | Guadalajara    | fine contratto |          |
| AG       | Carlos Jiménez       | Málaga         | fine contratto |          |
| C        | Yannick Driesen      | Anversa Giants | fine contratto |          |
| C        | Cedric Simmons       | N.B. Brindisi  | fine contratto |          |